# Facit katalog
Facit-kataloget er et specialiseret svensk frimærkekatalog for de nordiske lande. Kataloget udkom første gang i 1947, og er det mest specialiserede katalog for frimærkesamlere interesserede i frimærker fra Danmark, Færøerne, Grønland, Island, Norge, Sverige, Finland og Åland samt Dansk Vestindien. Selvom kataloget er svensk udgives det på engelsk.
Katalogets indhold udvikles af en komité bestående af 20 ledene filatelister. Fra og med 2007-årgangen og derefter er alle billeder i farver. Kataloget udgives af Facit Förlag AB fra Västerås i Sverige.